# Університет Стетсона
Університет Стетсона - це приватний університет з чотирма коледжами та школами, розташованими через коридор I-4 у центральній Флориді з основним університетським містечком в ДеЛанд. 
Університет Стетсона був заснований в 1883 році нью-йоркським благодійником Генрі Аддісоном ДеЛанд в якості академії ДеЛанд. У 1887 році законодавство Флориди прийняло Статут університету ДеЛанд як незалежний вищий навчальний заклад. 
Ім’я університету ДеЛанд було змінено у 1889 році на честь виробника капелюхів Джона Б. Стетсона, благодійника університету, який служив у засновника міста Генрі А. Деланда та інших як довірений засновник університету. Стетсон також надав істотну допомогу університету після неспроможності ДеЛанда за рахунок фінансових зворотних операцій. 
Університет Стетсона був пов'язаний з Флоридською баптистською конвенцією з 1885 по 1907 рік, коли Конвенція зазнала поразки, намагаючись змусити Стетсона внести зміни до свого статуту. З 1907 по 1919 роки Флоридська баптистська конвенція керувала Колумбійським коледжем у Лейк-Сіті Флорида, але вона зазнала невдачі через відсутність належної фінансової підтримки. За словами Гілберта Лікана, професора історії Стетсона, який написав офіційну столітню історію університету в 1983 році, відносини між Університетом Стетсона та Флоридською баптистською конвенцією були відновлені в 1919 році і тривали до 1995 року, коли вона була офіційно припинена.

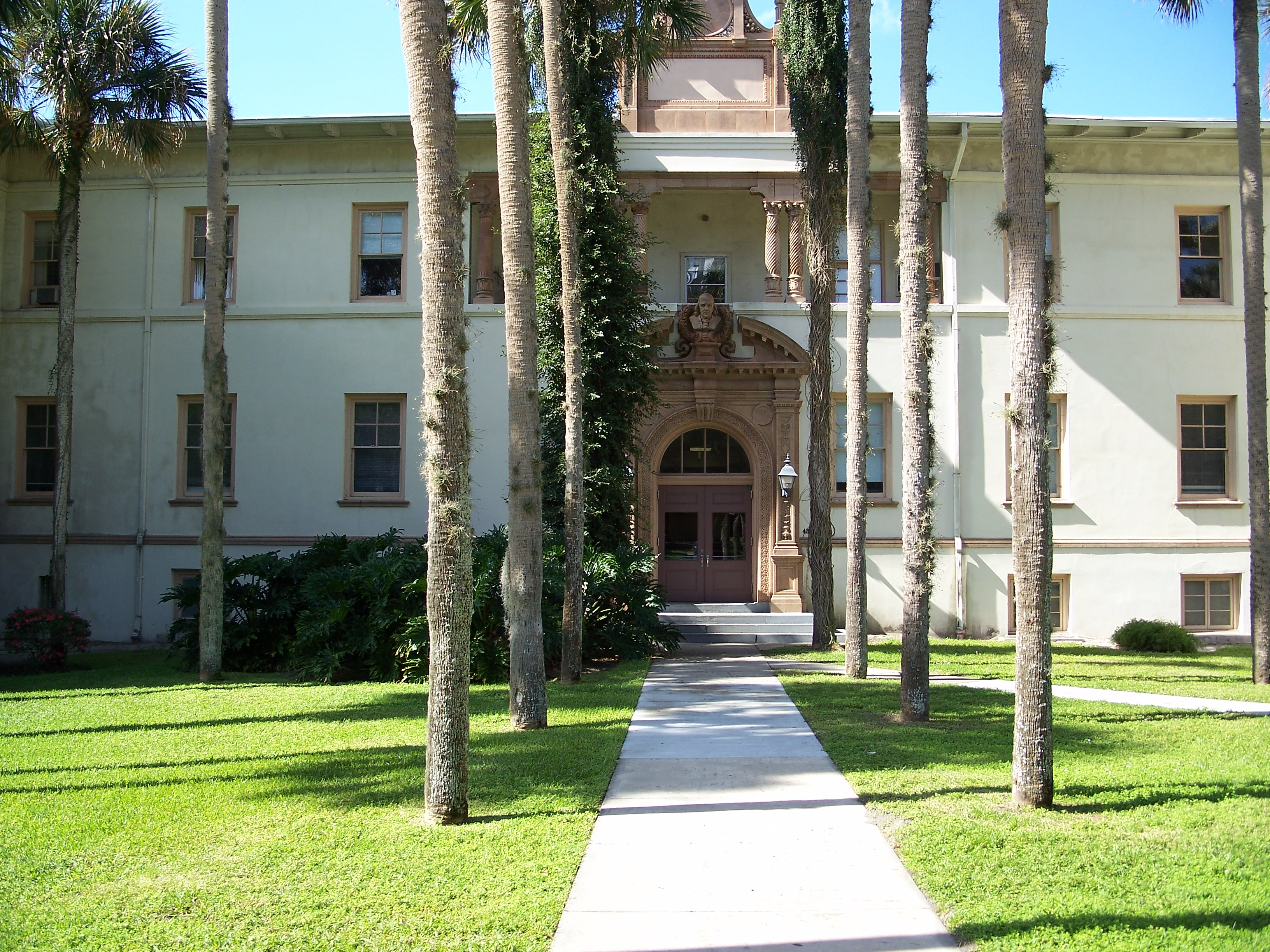
Флаглер Хол.

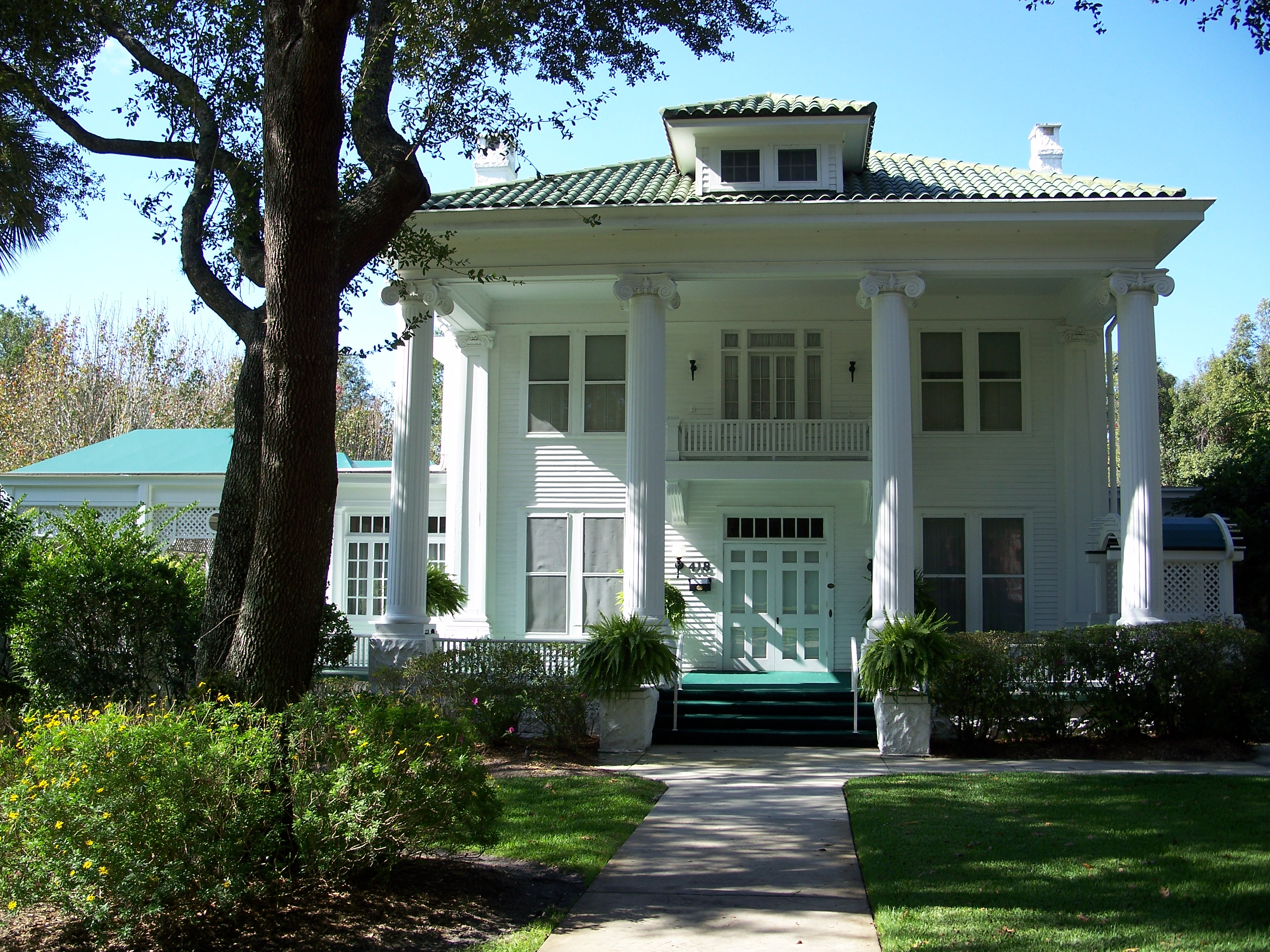
Будинок Президента.

Коледж мистецтв і наук університету, Школа ділового адміністрування, Музична школа та більшість освітніх програм розміщені у кампусі ДеЛанд, розташованому на північ від центру міста Деланд, Флорида, приблизно на півдорозі між Орландо та Дейтона-Біч, Флорида. Пропонується понад 60 головних й додаткових напрямів бакалаврату.
Кампус займає 71 гектар у місті Деланд національно визначено Національним реєстром історичних місць як історичний район містечка університету Стетсона через найстарішу колекцію будівель, пов'язаних з освітою. 
ДеЛанд Холл, в якому розміщуються Кабінет Президента та кабінети інших адміністраторів, був побудований у 1884 році і є найстарішим будинком у Флориді, що постійно використовується для вищої освіти.
Капела Лі була побудована в 1897 році і була споруджена на честь пам’яті покійного сина Джона Б. Стетсона, Бена, який помер у віці 6 років. Він названий на честь Х. Дугласа Лі, який обіймав посаду 8-го президента Стетсона з 1987 по 2009 рік. Він вміщує до 787 людей і був присвячений Славі Божій та Істині. Вільям Шарп, професор мистецтва влаштував у каплиці усі вітражі. Орган - Beckerath 1961 року. Він складається з 2548 труб і прибув сюди у 56 ящиках з Гамбурга, Німеччина. Поряд з багатьма музикантами університету та відомими подорожуючими музикантами, тут виступали Вільям Дженнінгс Брайан, Ральф Надер, Джиммі Картер, Роберт Фрост та Десмонд Туту.     
Юридичний коледж університету Стетсона, перша юридична школа у Флориді, була заснована в 1900 році, закрита з 1942 по 1946 рік внаслідок Другої світової війни, а в 1954 році була переселена з Деланда у Галфпорт, штат Флорида, передмістя Сент-Пітерсбурга. 
- Центр університету Стетсона у Селебрейшен відкрився у 2004 році й пропонує бакалаврську професійну та корпоративну освіту.
- Юридичний центр Тампа, що відкрився у 2004 році, в центрі міста Тампа, штат Флорида.

Стетсон прийняв низку помітних викладачів, дехто через Інститут християнської етики університету Стетсона. Серед відомих викладачів - архієпископ Десмонд Туту, колишній президент ЗДА Джиммі Картер, астронафт й сенатор Білл Нельсон, автор Елі Візель, історик Річард Пайпс, вчені Едвард Вілсон та Джейн Гудол, журналісти Білл Моєрс та Вільям Ф. Баклі-молодший, драматург Ева Енслер, колишній Губернатор штату Флорида Чарлі Кріст й колишній губернатор штату Флорида / сенатор США. Боб Греем. 
Серед інших відвідувачів - Ральф Нейдер, Бакмінстер Фуллер, Стоуклі Кармайкл (Кваме Туре), Роберт Фрост, Ширлі Чисхолм, Джон Кеннет Галбрайт, Андрес Сеговія, Рон Джеремі,  та Арт Шпігельман.
Місце зйомок Студентський містечко університету Стетсона було використано для багатьох фільмів і телевізійних шоу. До них належать фільм Адама Сендлера «Водолій» у головній ролі Адама Сандлера, Історія про привиди (1981) у головних ролях з Джоном Хаудменом та Фредом Астареєм, Від Землі до Місяця, Перше травня, Estás nominado: Cuando la realidad supera a la ficción, і «Волт перед Міккі», в головних ролях Томас Іен Нікольс, Джон Хедер та Армандо Гутьєррес.